# 중동호흡기증후군 코로나바이러스
중동호흡기증후군 코로나바이러스(中東呼吸器症候群 - , 영어: Middle East respiratory syndrome coronavirus; MERS-CoV, 학술명: EMC/2034 (HCoV-EMC/2012))는 2012년 9월 24일에 새로 발견되어 프로메드메일에 보고된 플러스-센스, 외가닥 RNA의 신종 베타코로나바이러스이다.
이 바이러스는 이집트의 바이러스학자 알리 모하메드 자키(Ali Mohamed Zaki) 박사가 사우디아라비아 지다의 급성 폐렴 및 급성 신부전 증세를 보이는 60세 남성의 허파에서 채취된 표본에서 발견되었다. 이 사실은 프로메드메일에 게재되었으며, MERS-CoV는 SARS와 유사한 것으로는 여섯번째로 발견된 코로나바이러스이다.(다만 SARS나 일반 감기 코로나바이러스와는 뚜렷한 차이를 보인다). 초기에는 2012년 신종 코로나바이러스(영어: novel coronavirus 2012, 2012-nCoV), 줄여서 신종 코로나바이러스로 명명되었었으며, 세계 보건기구가 'MERS'의 명칭을 받아들인 2013 5월 이전까지 'SARS 유사 바이러스'로도 불렸고, '중동 사스', '사우디 사스'로도 불렸다.
2015년 6월 기준, MERS-CoV의 발생은 사우디 아라비아, 요르단, 카타르, 아랍 에미리트 공화국, 쿠웨이트, 터키, 오만, 알제리, 방글라데시, 오스트리아, 영국, 대한민국, 미국, 중국, 홍콩을 포함한 20여개국에서 보고되었다.

## 징후와 증세
초기 보고서에서 이 바이러스를 중증급성호흡기증후군(SARS)과 비교했으며, ‘사우디아라비아의 SARS 유사 바이러스’라고 불렀다.
MERS-CoV의 증상은 신부전과 중증급성 폐렴을 동반하며, 치명적 결과를 초래할 수 있다. 최초 감염자는 "1주일간 발열, 기침, 가래, 숨가쁜" 증세를 보였다. MERS의 잠복기는 12일로 추산되었다.

## 예방
현재, MERS-CoV 감염을 예방할 수 있는 백신은 없다. 미국국립보건원은 백신 개발의 가능성을 탐색하고 있다. 미국 질병통제예방센터는 일상적인 예방 활동으로 호흡기 질환으로부터 보호하는데 도움이 될 수 있도록 다음을 권고하고 있다.
- 20초 동안 비누와 물로 손을 자주 씻고, 아이들도 똑같이 할 수 있도록 도와주세요. 만약 비누와 물이 없다면, 알코올 기반의 손 소독제를 이용하세요.
- 기침이나 재채기를 할 때 휴지로 코와 입을 가리세요. 사용한 휴지는 쓰레기통에 버리세요.
- 씻지 않은 손으로 눈, 코, 입을 만지지 마세요.
- 아픈 사람과 입맞춤, 컵이나 그릇 등을 공유하는 등의 개인적인 접촉을 피하세요.
- 문고리와 같이 손에 닿는 표면과 물체를 자주 청소하고, 소독하세요.

자신이 MERS-CoV에 감염되었단 것을 확인됐거나, 검사 중인 사람을 돌보거나 함께 살고 있다면, Interim Guidance for Preventing MERS-CoV from Spreading in Homes and Communities를 참고하시기 바란다.

## 바이러스학
바이러스 MERS-CoV는 베타코로나바이러스의 하나다. MERS-CoV 게놈은 계통 발생적으로 clade A, clade B, 두 clades로 분류되는데, 초기 MERS 사례들은 clade A였고(EMC/2012 and Jordan-N3/2012), 새로 보고된 사례들은 유전적으로 별개인 clade B이다. 이 바이러스는 베로 세포(Vero cell)와 히말라야원숭이 신장세포 프로키네티신2수용체(LLC-MK2 cells)에서 쉽게 성장한다.
MERS-CoV는 SARS와 분명히 다르고 감기 코로나 바이러스와도 분명히 다르며 풍토병, 인간 베타코로나바이러스(endemic human betacoronaviruses) HCoV-OC43, HCoV-HKU1 등으로 알려져있다. 2013년 5월까지 MERS-CoV는 SARS-유사 바이러스, 혹은 단순히 신종 코로나바이러스(the novel coronavirus)라고 언급되었고, 초기에는 일상적인 대화에서 "사우디 사스"라는 이름으로 온라인 게시판에 언급되었다.

## 같이 보기
- 2015년 대한민국 중동호흡기증후군 유행
- 2012년 중동 중동호흡기증후군 유행